# FAAC
La FAAC è un'azienda multinazionale italiana, specializzata in automazioni per cancelli e barriere, ingressi e porte automatiche, parcheggi e controllo accessi.

## Storia

### L'innovazione
L'azienda viene fondata a Zola Predosa nel 1965, con denominazione "Fabbrica Automatismi Apertura Cancelli", in sigla FAAC, da Giuseppe Manini, piccolo imprenditore edile, il quale aveva notato che i cancelli dei parcheggi condominiali restavano sempre aperti perché nessuno scendeva dall'auto per chiuderli. Manini realizza in modo artigianale il primo sistema di movimentazione automatica per i cancelli, il "750 interrato", ricorrendo alla tecnologia oleodinamica e alla catena di distribuzione, tipica nei distretti industriali, fornita dal territorio bolognese nel settore idraulico. Poi è la volta del "400", il primo modello a battente esterno. In seguito, con lo sviluppo dell'elettronica, nascono le schede elettroniche a microprocessore che permettono di creare impianti che vanno al di là della sola apertura e chiusura.

### Lo sviluppo
Inizia anche lo sviluppo all'estero. Nel 1979 è aperta la prima filiale in Svizzera, due anni più tardi in Francia, nel 1984 in Germania, un anno dopo nel Regno Unito. L'azienda ricorre anche agli spot televisivi e negli anni ottanta diventa famoso lo spot in cui compare un leone accucciato davanti al cancello installato nel mezzo di un deserto. Con la scomparsa del fondatore la guida dell'azienda passa in mano al suo unico figlio, Michelangelo Manini (1962-2012), e lo sviluppo continua costante. Attraverso l'apertura di filiali (nel 1988 è la volta degli USA, nel 1990 della Spagna, nel 2002 della Polonia e della Cina, nel 2005 dell'India, nel 2007 dell'Austria, della Russia, dell'Australia) ma anche attraverso acquisizioni di aziende specializzate: nel 1989 nasce in Irlanda la FAAC Electronics in seguito all'acquisizione della Elab, negli anni novanta la società bolognese rileva due imprese italiane (Spazio Italia e Genius), negli anni duemila la francese Voltec, la spagnola Clemsa, la scozzese DSS, l'olandese Kemko, altre aziende. Nel 2002, in una classifica stilata da Il Mondo, su dati Mediobanca, la FAAC era in ottava posizione tra le top ten per profitti. Nel 2011 la società, diventata FAAC Group, registra un fatturato di 210 milioni di euro, ha più di mille dipendenti e filiali in 16 paesi.

### L'eredità
Nel 2012 Michelangelo Manini muore a 50 anni dopo una lunga malattia. Persona riservata, celibe e senza eredi, egli dispone nel suo testamento che le proprie quote azionarie dell'azienda, pari al 66% (il restante 34% è in mano a Somfy, un gruppo francese attivo nell'automazione), vengano rilevate dall'Arcidiocesi di Bologna. La valutazione complessiva del lascito è di 1,7 miliardi: azioni, proprietà immobiliari e 140 milioni di liquidità in banca. Somfy offre poco più di un miliardo di euro per rilevare l'intera società, ma l'Arcidiocesi rifiuta. A seguito del rifiuto, una dozzina di parenti di Manini impugnano il testamento cercando di costringere il Tribunale di Bologna a mettere l'azienda sotto tutela giudiziaria. Nel 2014 l'asse ereditario è liberato da tutti i pretendenti e la Curia entra in possesso dell'intera azienda dopo aver rilevato la quota francese. Secondo la Curia, con la maggior parte dei dividendi, si finanzieranno alcuni progetti contro il disagio sociale.
Nel frattempo il management della FAAC (il presidente Andrea Moschetti e l'amministratore delegato Andrea Marcellan, affiancati da un trust di professionisti, Bruno Gatta e Giuseppe Berti) riesce a mantenere la strategia del gruppo al di fuori delle controversie e a proseguire lo sviluppo. Sono acquisite un'azienda tedesca, due statunitensi e una brasiliana, e nel 2016 anche la sudafricana Centurion Systems. Nel 2017 il fatturato raggiunge i 423 milioni, l'utile è di 43 milioni, l'indebitamento inesistente.
Alla fine del 2017 il Gruppo FAAC dispone di 18 siti produttivi in 15 paesi con 32 unità commerciali. Opera su tre divisioni: la Divisione Access Automation (quella tradizionale dei cancelli e porte automatiche in cui è leader mondiale), la Divisione Access Control (barriere automatiche e tornelli pedonali), la Divisione Parking (parcheggi con esazione e meccanismi per le zone Ztl).
Nell'aprile 2019 FAAC acquisisce, attraverso la sua controllata americana FAAC International, il produttore californiano di operatori per cancelli Viking Access Systems, fondato nel 2003 da Alex Tehranchi. Nel luglio 2019 viene completata una nuova acquisizione: la Wolpac Sistemas de Controle, azienda con sede a San Paolo e specializzata nelle soluzioni per il controllo degli accessi pedonali in Brasile.
Nel dicembre 2020 FAAC acquisisce TIBA Parking Systems, acquisizione da 135 milioni di dollari per 60 milioni di dollari di fatturato e 130 dipendenti, la più impegnativa della storia della multinazionale italiana sotto il profilo finanziario.

### Nello sport
Nel 1992 FAAC è stata uno degli sponsor dell'Andrea Moda Formula, scuderia di F1 creata da Andrea Sassetti e fallita dopo neanche un anno di attività, mentre dal 2015 al 2018 è stata sponsor principale del Bologna.